# منطقی رازی
ابومحمد منصور بن علی شناخته‌شده به منطقی رازی شاعر سده چهارم هجری و از شاعران پیشگام در عراق عجم است. او هم‌دوره با صاحب بن عَبّاد وزیر ایرانی بود. او میان سال‌های ۳۶۷ تا ۳۸۰ ق درگذشته‌است. نمونه‌ای از شعر او در پی می‌آید.

## زندگی نامه
منطقی از متقدمان شعرای ایرانی که در قرن چهارم قمری و در ری میزیست و در شعر دری استاد بوده است و شاید بتوان او را قدیمترین شاعر پارسی گوی عراق عجم دانست.به هر دو زبان فارسی و عربی شعر می سرود و به اصطلاح، دولسانین بود.نام کامل او ابومحمد منصور بن علی منطقی رازی است که در شعر «منطقی» و «منصور» تخلص میکرد. معروف به «موژد» نیز بوده است. دهخدا در باب «منصور موژد» می نویسد: «همان منصور بن علی رازی شاعر قرن چهارم هجری است». او از شعرای منسوب به دربار آل بویه (دیلمیان)، در زمان حکومت فخرالدوله دیلمی (۳۶۹-۳۸۷ق) و وزارت صاحب بن عباده (۳۲۶- ۳۸۵ق) بود و از مداحان آنان به شمار می رفت (اداره چی گیلانی، همانجا؛ براون، ج ۱، ص ۶۷۴؛ عوفی، همانجا؛ معین، ص ۱۴۱؛ نفیسی، همانجا).
در مجموع، در باب منطقی رازی اطلاعات چندانی در دست نیست و اغلب منابع نیز آنچه را عوفی (ص ۱۶-۱۸) درباره او نقل کرده است تکرار کرده اند.از تاریخ ولادت او هیچ نمیدانیم و در مورد تاریخ وفاتش نیز اقوال مختلف وجود دارد و وقوع آن را بین سالهای ۳۶۷ق، یعنی ابتدای وزارت صاحب بن عباده تا ۳۸۰ق، ذکر کرده اند، همان سالی که بدیع الزمان همدانی (متوفی ۳۹۸ق) به خدمت صاحب در آمده بود. آن هنگام که بدیع الزمان همدانی(۳۵۸- ۳۹۸ق) در سال ۳۸۰ق به دربار آل بویه پیوسته صاحب بن عباد، که عوفی گوید «پیوسته مطالعه اشعار او [= منطقی کردی» ، به منظور امتحان قدرت بديع الزمان در شاعری، سه بیت از منطقی را به او می دهد تا از فارسی به عربی ترجمه کند.
《عوفی گوید: صاحب عباد پیوسته مطالعه اشعار او کردی و در آن وقت که استاد بدیع الزمان همدانی بخدمت او پیوست دوازده ساله بود و شعر تازی سخت خوب می گفت و طبعی فیاض داشت . چون بخدمت صاحب در آمد او را گفت شعری بگوی! گفت امتحان فرمای ، و این سه بیت منطقی بخواند و گفت این را به تازی ترجمه کن گفت بفرمای که بكدام قافیه ، گفت طا ، گفت بحر تعیین کن ، گفت :اسرع يا بديع في البحر السريع! بی تأمل گفت:
| سرقت من طرته شعرة     |  | حين غدا يمشطها با لمشاط |
| ثم تدحرجت بها مثقلاً   |  | تدحرج الشیء تحت الحیاط  |
| قال ابي من ولدی منكما |  | کلاكما يدخل سم الخياط   |

》
از این حکایت چنین بر می آید که در آن تاریخ منطقی رازی در دربار نبوده و به احتمال بسیار درگذشته بوده است؛ بدین ترتیب قول کسانی مانند حمیدی (ص ۲۰)، که تاریخ وفات او را بعد از ۳۸۰ق ذکر کرده اند، چندان صحیح به نظر نمی رسد. برخی از منابع، به اشتباه منطقی رازی را شاگرد بدیع الزمان همدانی دانسته اند.با توجه به اینکه بدیع الزمان همدانی در سال ۳۸۰ق، یعنی در بیست و دو سالگی، از همدان به ری و به دربار آل بویه رفت و داستان امتحان او که ذکر آن رفت، مربوط به همین تاریخ است، به نظر میرسد که میان او و منطقی رازی حتى ملاقاتی هم اتفاق نیفتاده باشد. در نتیجه ادعای شاگردی منطقی در نزد بدیع الزمان بی اساس است.

## آثار
از آثار و اشعار منطقی تنها هشتاد و پنج بیت، شامل سه قصیده و شش قطعه و دوازده بیت برجای مانده است که از این تعداد، هشتاد و چهار بیت را مدبری یکجا گرد آورده و یک بیت نیز در کتاب الجماهر بیرونی به او نسبت داده شده است. از همین مقدار و از آنچه در تواریخ در باب منطقی رازی و شیوه شاعری او گفته اند چنین برمی آید که او از شاعران لطیفه گو و برجسته دوران خویش به شمار می رفته و سخنانش مطبوع و مطلوب بزرگان و سخن شناسان بوده است. برخی از اشعار او در لغت فرس اسدی طوسی، حدائق الشحر رشیدالدین وطواط ، المعجم في معايير اشعار عجم شمس قیس رازی، فرهنگ جهانگیری، فرهنگ سروری، فرهنگ رشیدی، مونس الاحرار، ترجمان البلاغه رادو بانی و بدایع الافكار واعظ کاشفی، به عنوان شاهد مثال لغات و صنایع ادبی ذکر شده است.منطقی از شاعران صاحب دیوان شعر بوده که امروزه دیوانش دردسترس نیست. 
| نگاری سمن‌بوی و ماهی سمن‌بر     |  | لبش جای چان و رخش جای آذر    |
| بهار بتان است و محراب خوبی    |  | به روی دلارام و زلفین دلبر   |
| بدان چنبرین زلف و بالای سروین |  | ز چنبر کند سرو و از سرو چنبر |
| شنیدم که در خُلد کژدم نباشد    |  | چرا با رخ توست دایم مجاور؟   |